# Posta ve Telgraf Teşkilatı
Pour les articles homonymes, voir Postes, télégraphes et téléphones et PTT.
La Posta ve Telgraf Teşkilatı (prononcé [postɑ vɛ tɛlgraf tɛʃkila:tɯ]) est une entreprise publique turque de poste et de télécommunications.

## Histoire
La création du premier service postal en Turquie date du 23 octobre 1840, à l'époque de l'Empire ottoman, afin de satisfaire les besoins des résidents et des étrangers.
Ouvert sous le nom de « Postahane-i Amire » (Ministère des Postes) le premier bureau de poste est situé à la cour de Yeni Cami (la mosquée) à Istanbul. Ses premiers responsables, Süleyman Aga et Sofyali Ağyazar ont été nommés traducteurs afin de traduire les adresses des envois postaux écrites dans d'autres langues que le turc.
En 1843, soit 11 ans après son invention, ce service est ouvert dans le pays, une Direction du Télégraphe distincte est mise en place en 1855 pour gérer ce service. En 1871, le Ministère des Postes et la Direction du Télégraphe sont réunis au sein du Ministère des Postes et du Télégraphe.
En 1876, mise en place d'un réseau de transport postal international. Les colis et l'argent sont dorénavant acceptés.
En 1909, le premier central téléphonique manuel est ouvert à Istanbul. Le Ministère des Postes et du Télégraphe devient le Ministère des Postes, télégraphes et téléphones puis est renommé en Direction générale des Postes, Télégraphes et Téléphones en 1913.
En 1933, la Direction générale des PTT qui était subordonnée au ministère de l'Intérieur dans les premières années de la République Turque, devient une annexe du ministère des Travaux publics. En 1939 elle est rattachée au Ministère des Affaires transports routiers, maritimes et des communications.
En 1954, la Direction générale des PTT devient une Entreprise Économique d’État.
En 1984, le décret-loi n°233 sur la réorganisation des entreprises d'État changement de statut en Établissement Économique d’État
En 1995, par la loi n°4000 du 18 juin 1994, la Direction générale des PTT est restructurée et scindée en deux pour donner la Direction Générale des Postes et Türk Telekom. La Direction Générale des Postes est un établissement indépendant depuis le 24 avril 1995.
En 2000, nouvelle dénomination « Direction générale des Postes et Télégraphes »  traduit en turc « Posta ve Telgraf Teşkilatı » (PTT) en vertu de l'article 24 de la loi No. 4502, qui est entré en vigueur par sa publication dans le journal officiel numéro 23948, en date du 29 janvier 2000

## Source de la traduction
- (tr) Cet article est partiellement ou en totalité issu de l’article de Wikipédia en turc intitulé « PTT » (voir la liste des auteurs).